# Pondonatus
Pondonatus is een geslacht van kevers van de familie (Discolomatidae).

## Soorten
- P. ledouxi John, 1971
- P. turneri John, 1954